# Премія імені Леоніда Вишеславського
Літературна премія імені Леоніда Вишеславського «Планета поета» — щорічна премія в галузі сучасної літератури, пов'язаної з Україною, на вшанування пам'яті видатного поета Леоніда Вишеславського (1914–2002).

## Історія
Заснована 2007 р. його нащадками — донькою Іриною Вишеславською та онуком Глібом Вишеславським, поетами — Дмитром Бураго, Петром Осадчуком.
Назва премії пов'язана з малою планетою, відкритою у 1979 р. і названою на честь поета — «Вишеславія». Присуджується щороку за досягнення у філософській ліриці в номінаціях — «Українська мова» і «Російська мова». До складу журі входять засновники премії та лауреати попередніх років. Крім лауреатів у жанрі поезії, визначаються дипломанти за літературознавчі розвідки, спогади, переклади.

## Лауреати

### 2007
- Петро Осадчук (Київ), за збірки поезій «Чорні метаморфози» та «Відкрите море душі».
- Дмитро Бураго (Київ), за книгу поезій «Поздние времена» .

### 2008
- Ігор Лапінський (Київ), за збірку поезій «З невидимого космосу».
- Олександр Кабанов (Київ), за книгу «Стихи».

### 2009
- Еліна Свенцицька (Донецьк), за збірку «Білий лікар».
- Володимир Пучков (Миколаїв), за книгу «Штрафная роща».

### 2010
- Світлана Йовенко (Київ), за збірки поезій «Безсмертя ластівки» та «Любов і смерть».
- Наталія Горбаневська (Париж), за книги «Русский-русский разговор» та «Развилки».

### 2011
- Григорій Фалькович (Київ), за збірку віршів «На перетину форми і змісту…».
- Олексій Зарахович (Київ), за книгу «Река весеннего света».

### 2012
- Василь Герасим'юк (Київ), за книгу «Смертні в музиці».
- Сергій Соловйов, (АР Крим), за збірку поезій «В стороне».

### 2013
- Наталія Бельченко (Київ)
- Дмитро Кремінь (Херсон)

### 2014
- Андрій Грязов (Київ)
- Борис Руденко (Київ)
- Василь Дробот (Київ)[1]

## Дипломанти

### 2010
- Ніна Опанасенко (Біла Церква), за есе «… І чую ваше сердечне».
- Ніна Турбал (Львів), за книгу поезій «Палитра жизни».

### 2012
- Марина Доля (Київ), за книгу віршів «Сиротские песни».
- Вадим Теплицький (Бат-Ям, Ізраїль), за літературознавчу розвідку «Поэт с планеты Вышеславия»